# Leia plebeja
Leia plebeja är en tvåvingeart som beskrevs av Oskar Augustus Johannsen 1912. Leia plebeja ingår i släktet Leia och familjen svampmyggor.
Artens utbredningsområde är Iowa. Inga underarter finns listade i Catalogue of Life.